# Guamal (Magdalena)
Guamal é um município da Colômbia, localizado no departamento de Magdalena.